# Бадретдинов, Дмитрий Мансурович
Дмитрий Мансурович Бадретдинов — гвардии рядовой Вооружённых Сил Российской Федерации, участник антитеррористических операций в период Второй чеченской войны, погиб при исполнении служебных обязанностей во время боя 6-й роты 104-го гвардейского воздушно-десантного полка у высоты 776 в Шатойском районе Чечни.

## Биография
Дмитрий Мансурович Бадретдинов родился 23 мая 1980 года в городе Оренбурге. Детство и юность провёл в городе Набережные Челны Республики Татарстан. Окончил Набережночелнинскую среднюю школу № 46 и школу бизнеса, освоив специальности оператора электронно-вычислительных машин и бухгалтерского учёта на малом предприятии. Трудился на Набережночелнинском ремонтно-механическом заводе в качестве ученика, затем слесаря-сборщика.
20 ноября 1998 года Бадретдинов был призван на службу в Вооружённые Силы Российской Федерации Тукаевским районным военным комиссариатом Республики Татарстан. После прохождения обучения был зачислен пулемётчиком в войсковую часть № 32515 (104-й гвардейский воздушно-десантный полк, дислоцированный в деревне Черёха Псковского района Псковской области), службу проходил в 4-й, затем в 6-й парашютно-десантной роте.
С началом Второй чеченской войны в составе своего подразделения гвардии рядовой Дмитрий Бадретдинов был направлен в Чеченскую Республику. Принимал активное участие в боевых операциях. С конца февраля 2000 года его рота дислоцировалась в районе населённого пункта Улус-Керт Шатойского района Чечни, на высоте под кодовым обозначением 776, расположенной около Аргунского ущелья. 1 марта 2000 года десантники приняли здесь бой против многократно превосходящих сил сепаратистов — против всего 90 военнослужащих федеральных войск, по разным оценкам, действовало от 700 до 2500 боевиков, прорывавшихся из окружения после битвы за райцентр — город Шатой. Гвардии рядовой Дмитрий Бадретдинов вместе со всеми своими товарищами отражал ожесточённые атаки боевиков Хаттаба и Шамиля Басаева. Даже будучи раненым, он продолжал сражаться, пока не погиб. В том бою погибли ещё 83 его сослуживца.
Похоронен на Орловском кладбище города Набережные Челны Республики Татарстан.
Указом Президента Российской Федерации от 12 марта 2000 года за мужество и отвагу, проявленные при ликвидации незаконных вооружённых формирований в Северо-Кавказском регионе, гвардии рядовой Дмитрий Мансурович Бадретдинов посмертно был удостоен ордена Мужества.

## Память
- В честь Бадретдинова названа улица в Набережных Челнах[4].
- Имя Бадретдинова носит Набережночелнинская средняя школа № 46[5].
- Рядом со школой № 46 установлен бюст Бадретдинова[6].
- Мемориальные доски в память о Бадретдинове установлены на доме, где он жил[7], и на школе, в которой он учился.